# David Steel
David Martin Scott Steel, barone Steel di Aikwood (Kirkcaldy, 31 marzo 1938), è un politico britannico, leader del Partito Liberale dal 1976 al 1988, ne promosse la confluenza con il Partito Social Democratico, dalla quale si originò il nuovo soggetto dei Liberal Democratici. Dopo aver guidato quest'ultima formazione dal marzo al luglio 1988, fu sostituito da Paddy Ashdown. È stato il primo presidente del Parlamento scozzese, carica che ha ricoperto dal 1999 al 2003. Dal 2003 è membro della Camera dei lord.

## Biografia
David Steel è nato a Kirkcaldy, Fife, il 31 marzo 1938. Suo padre David era un ministro della Chiesa di Scozia che in seguito avrebbe ricoperto il ruolo di moderatore dell'assemblea generale della Chiesa di Scozia.
È cresciuto tra la Scozia e il Kenya e ha studiato alla Dumbarton Academy, alla James Gillespies Boy's School di Edimburgo, alla Prince of Wales School di Nairobi e al George Watson's College di Edimburgo. È stato presidente della campagna del movimento anti-apartheid britannico dal 1966 al 1970.
Mentre studiava all'Università di Edimburgo, ha partecipato attivamente alla politica liberale dell'ateneo ed è stato eletto presidente anziano del consiglio dei rappresentanti degli studenti. Dopo essersi laureato in giurisprudenza, ha lavorato per il Partito Liberale Scozzese e poi per la BBC prima di essere eletto alla Camera dei comuni come deputato per Roxburgh, Selkirk e Peebles alle elezioni suppletive del 1965, diventando il "Baby of the House", il più giovane membro della Camera. Nel 1983 è stato rieletto rappresentante della circoscrizione di Tweedale, Ettrick e Lauderdale, un nuovo collegio elettorale che copriva gran parte del territorio del precedente.
Come deputato, è stato responsabile dell'introduzione dell'Aborts Act del 1967 e ha sostenuto una maggiore liberalizzazione di questa legislazione negli ultimi anni. In seguito è diventato portavoce e nel 1970 whip capo del Partito Liberale.
Nel 1976, dopo la caduta di Jeremy Thorpe, e un breve periodo in cui Jo Grimond ha guidato temporaneamente il partito, è stato eletto leader del Partito Liberale con un ampio margine su John Pardoe. Con soli 38 anni, è stato uno dei leader di partito più giovani nella storia britannica. Nel marzo del 1977 ha guidato i liberali nello stringere il Lib–Lab pact con il quale hanno accettato di mantenere il governo laburista che godeva di una strettissima maggioranza dopo le elezioni generali dell'ottobre 1974. Questo patto è durato fino all'agosto del 1978.
Steel è stato criticato sia allora sia successivamente. Tuttavia Jeremy Thorpe aveva lasciato il partito in uno stato molto debole per far fronte a elezioni politiche anticipate e Steel è stato saggio a prendersi del tempo sostenendo James Callaghan. L'impopolarità del governo laburista ha tuttavia compromesso anche la performance dei liberali e le prime elezioni di Steel come leader, quelle generali del 1979, hanno visto un declino delle fortune liberali.
Nel 1981, un gruppo di moderati laburisti ha lasciato il proprio partito per formare il Partito Social Democratico. A essi si è unito anche l'ex vice leader laburista Roy Jenkins, che in precedenza aveva avuto discussioni con Steel sull'adesione al suo partito. Sotto la guida di Jenkins il Partito Social Democratico si è unito ai liberali per formare una coalizione. Nei suoi primi giorni, la coalizione ha mostrato tanta forza che per un certo periodo sembrava che i liberali sarebbero riusciti a far parte di un governo per la prima volta da oltre mezzo secolo. I sondaggi di opinione mostravano che la coalizione aveva raggiunto consensi anche fino al 50 % alla fine del 1981. Steel era così sicuro da sentirsi in grado di dire ai delegati all'Assemblea liberale quell'anno: "Torna nel tuo collegio elettorale e preparati per il governo!".
Steel aveva buone speranze in quella fase che la coalizione avrebbe vinto le successive elezioni generali e formato un governo di coalizione. Tuttavia, l'inizio della guerra delle Falkland nella primavera successiva ha cambiato radicalmente l'atteggiamento dell'elettorato e i conservatori hanno riguadagnarono la leadership nei sondaggi con un ampio margine sulla coalizione liberal-democratica.
La coalizione ha ottenuto oltre il 25 % dei voti alle elezioni generali del 1983, quasi come i laburisti. Tuttavia, il suo sostegno era distribuito in tutto il paese, e non era concentrato in aree sufficienti da tradurlo in seggi. Da questo è derivato che la coalizione ha ottenuto solo 23 seggi - 17 per i liberali e 6 per i social-democratici. I sogni di Steel di una grande svolta politica sono rimasti insoddisfatti.
Poco dopo David Owen ha sostituito Roy Jenkins nella guida nel Partito Social Democratico. Questo ha inaugurato il "periodo dei due David". Non è mai stato un rapporto facile: le simpatie politiche di Steel erano a sinistra mentre quelle di Owen di destra. Owen aveva una spiccata avversione verso i liberali, sebbene rispettasse la precedente lealtà di Steel verso il proprio partito, contrastandolo con la mancanza di interesse di Jenkins nel preservare l'indipendenza del Partito Social Democratico. Il rapporto è stato anche spietatamente satirizzato da Spitting Image, che raffigurava Steel come un nano muto, letteralmente nella tasca di Owen. Steel ha spesso affermato di ritenere che questa rappresentazione abbia seriamente danneggiato la sua immagine. Questo ritratto di Steel, più debole di Owen, era presente anche in altre satire come Private Eye's Battle for Britain. Il rapporto alla fine si è disgregato in occasione delle elezioni generali del 1987, quando i due si contraddicevano a vicenda, sia sulla politica di difesa sia su quale partito avrebbe guidato i negoziati nel caso di un mancato raggiungimento della maggioranza in Parlamento.

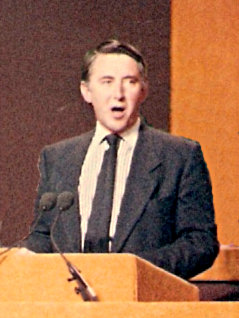
Steel si rivolge all'assemblea del Partito Liberale di Harrogate nel 1987

Steel era convinto che la risposta a queste difficoltà fosse un singolo partito con un unico leader. È stato quindi il principale sostenitore della fusione avvenuta nel 1988 tra il Partito Liberale e il Partito Social Democratico. È emerso vittorioso nel persuadere entrambe le parti ad accettare la fusione nonostante l'opposizione di David Owen e dei liberali radicali come Michael Meadowcroft che hanno malamente manipolato l'emissione di un documento politico congiunto. Steel è stato spesso criticato per la mancanza di interesse per la politica e sembrava che avesse accettato il documento - elaborato da consulenti del Partito Social Democratico politicamente ingenui - senza leggerlo. I suoi colleghi lo hanno respinto immediatamente e hanno chiesto una riformulazione, ferendo fatalmente la sua autorità.
Steel è stato brevemente il leader provvisorio congiunto dei Liberal Democratici nel periodo precedente alle elezioni in cui non si è candidato, prima di diventare il portavoce del partito per gli affari esteri. Nel 1989 ha accettato l'invito dei liberali italiani a candidarsi per il Parlamento europeo nelle elezioni di quell'anno come un gesto paneuropeo. Sebbene non sia stato eletto, nei sondaggi è andato molto bene. Nel dicembre del 1989 è stato nominato cavaliere commendatore dell'Ordine dell'Impero Britannico. Dal 1994 al 1996 è stato presidente dell'Internazionale Liberale.

Il seggio di lord Steel nella cappella dell'Ordine del Cardo a Edimburgo

Stell si è ritirato dalla Camera dei comuni in occasione delle elezioni generali del 1997. Il 6 giugno 1997 è stato creato pari a vita con il titolo di barone Steel di Aikwood, di Ettrick Forest negli Scottish Borders. Si è battuto a favore della devoluzione scozzese e nel 1999 è stato eletto membro del Parlamento scozzese per Lothians. Il 12 maggio 1999 è diventato il primo presidente del Parlamento scozzese. In questo ruolo, usava l'appellativo di sir, nonostante fosse un pari a vita. Ha sospeso la sua appartenenza ai Liberal Democratici durante il suo mandato di presidente. Ha annunciato che avrebbe lasciato l'incarico quando il Parlamento scozzese è stato sciolto per le elezioni parlamentari del 2003. È rimasto in carica per supervisionare l'elezione del suo successore George Reid avvenuta il 7 maggio di quell'anno. Nel 2003 e nel 2004 è stato lord alto commissario all'assemblea generale della Chiesa di Scozia.
Il 30 novembre 2004 la regina Elisabetta II lo ha nominato cavaliere dell'Ordine del Cardo, il più alto onore in Scozia.
Ha ricevuto la lauree honoris causa da molte università tra cui la Heriot-Watt University di Edimburgo, l'Università di Edimburgo, l'Università di Aberdeen e l'Università di Stirling.

## Vita personale
Nell'ottobre del 1962 ha sposato Judith Mary MacGregor. Risiedono a Aikwood Tower, negli Scottish Borders, e hanno due figli, una figlia e nove nipoti.